# لمويل وليامز
لمويل وليامز (بالإنجليزية: Lemuel Williams)‏ هو محامي وسياسي أمريكي، ولد في 18 يونيو 1747 في الولايات المتحدة، وتوفي في 8 نوفمبر 1828 في نفس البلد. حزبياً، نشط في الحزب الفيدرالي الأمريكي. وقد انتخب عضو مجلس نواب ماساتشوستس وانتخب عضو مجلس النواب الأمريكي.